# 帕巴烏帕齊拉
帕巴乌帕齐拉是孟加拉国拉傑沙希縣的一个乌帕齐拉，位於拉傑沙希专区的拉傑沙希縣。。

## 人口
據1991年孟加拉國人口普查，帕巴共有戶數40,000戶，人口213379人。其中男性佔比51.70%，女性佔比48.30%；成年人口108,810人。該地7歲以上人口之平均識字率為25.1%。